# 在日米軍
在日米軍（ざいにちべいぐん、英: United States Forces Japan、略称：USFJ）または 駐日米軍 (ちゅうにちべいぐん) は、日本国との平和条約第6条a項・日米安全保障条約第6条および日米地位協定（旧日米行政協定）に基づき日本国内に駐留するアメリカ軍（米軍）である。

## 概要

主な在日米軍基地

在日米軍は、在日アメリカ軍（ざいにちアメリカぐん）、駐日米軍（ちゅうにちべいぐん）、駐日アメリカ軍（ちゅうにちアメリカぐん）または条約などでは日本国における合衆国軍隊（にほんこくにおけるがっしゅうこくぐんたい）、日本国に維持されている合衆国軍隊（にほんこくにいじされているがっしゅうこくぐんたい）ともいい、日米安全保障条約第6条及び日米地位協定により日本国内に駐留するアメリカ軍の総称である。陸軍・海軍・空軍・海兵隊・沿岸警備隊・宇宙軍が展開している。指揮系統としては、アメリカインド太平洋軍の傘下にある。
なお、日本国内には、日本国内にとって不法に占拠されている係争中の領土（北方領土、竹島等）を除き、米軍以外に駐留する軍隊および外国軍は存在しない。
在日米軍司令官は第5空軍司令官が代々兼務しており、空軍中将が就いている。現任司令官は、リッキー・ラップ中将。前任者であるケビン・シュナイダー中将の後任として、2021年8月に就任した。
アメリカ海軍が使用する横須賀海軍施設（第7艦隊原子力空母「ロナルド・レーガン」母港）、厚木航空施設をはじめ、空軍・沿岸警備隊が使用する横田基地（在日米軍司令部・国連軍後方司令部が所在）、空軍三沢基地、海軍佐世保基地、空軍嘉手納基地、海兵隊岩国基地、陸軍キャンプ座間、トリイステーションなど、ロシア・中国・台湾・北朝鮮・韓国・フィリピン・ベトナムにも近い関係上、東アジア・東南アジア・東シナ海・南シナ海・太平洋方面の要所であり、アジア有事の際には最重要拠点としての役割を担う。
米軍施設（いわゆる基地）の提供と返還については、日米地位協定の第二条により規定される。占領期から米国により占領されていた区域を除くと、その設置は両国の同意が必要とされる。返還はすべての区域に関して両国の同意が必要とされる。この「米軍基地」は、米軍以外の外国軍が自衛隊と共同訓練で使用することがあり、米軍も外国軍隊と共同訓練で使うことがある。
米軍は地位協定の第二条第四項(b)の決まりに基づき、日米合同委員会の合意があれば自衛隊基地や民用地などの日本の施政権下にある施設や区域を使用することができる。第五条と政府見解により、日本の施政権下にある空港と港を全面的に利用する権利が与えられている。
現在の展開兵力は、日本を母港とする第七艦隊艦船乗組員を含めて総計約5万人で、在韓米軍のほぼ倍の勢力である。

## 歴史
1945年（昭和20年）4月1日、米軍は、沖縄戦（アイスバーグ作戦）において沖縄本島に上陸したその日に大日本帝国陸軍沖縄北飛行場（読谷）と帝国陸軍航空隊中飛行場(嘉手納)を占領。嘉手納飛行場はその日のうちに米軍の不時着用飛行場として使用できるようになった。東洋一と称された日本の陸軍伊江島飛行場も4月16日の占領後、2日で修復を終え沖縄攻略と本土空襲の出撃基地として機能を果たすようになった。普天間飛行場は6月15日に造成に着手。このようにして米軍基地は沖縄戦のさなかから続々と敷設されていった。
8月15日の敗戦後、（ポツダム宣言に基づいて）日本における施政権は全面的に連合国軍最高司令官総司令部（GHQ）の制限下に置かれた（連合国軍占領下の日本）。日本の帝国陸軍および帝国海軍は全て解体され、それらの軍事基地は全てアメリカ軍に接収され、引き継がれた。連合国は日本を非軍事化しようと計画し、アメリカは1947年（昭和22年）の日本国憲法において非武装条項を主張した。1949年（昭和24年）5月7日、吉田茂首相は外国人記者との会見の中で、講和条約締結後もアメリカ軍の日本駐留を希望すると言明する。
1950年（昭和25年）に朝鮮戦争が勃発した後、駐日連合国軍最高司令官ダグラス・マッカーサーは事実上の限定的再軍備を容認し、準軍事的な組織として「警察予備隊」を設立するよう日本政府に指令した。警察予備隊は後に自衛隊へと発展していくこととなる。
1951年（昭和26年）に日本国との平和条約、通称：サンフランシスコ講和条約が連合国と日本の間で締結され、これにより小笠原諸島と沖縄以外の完全なる主権が正式に日本に返還された。それと同時に（同条約第6条a項但し書きを根拠として）日米両国は日本国とアメリカ合衆国との間の安全保障条約（旧日米安保条約）に署名した。日米行政協定で在日米軍に付与される様々な便宜を提供する事となった。
1960年（昭和35年）、旧日米安保条約を失効させて、新たに日本国とアメリカ合衆国との間の相互協力及び安全保障条約（現行日米安保条約）が日米間で署名された。在日米軍は同条約第5条で日本の施政下にある領域に限定して、日米両国が各自の自国内の憲法上の規定及び議会の承認手続きに従って行動することが可能と定められた。（アメリカの場合、憲法に基づき、宣戦の権限は議会にしかない。アメリカ大統領に与えられた権限は60日以内の軍事行動であり、それを超える場合は議会の承認を必要としている）これは日本政府は日本全土における軍事基地の自由使用をも認め、後の思いやり予算の提供と増額に道を開き、在日米軍の地位は日米地位協定で規定された。この条約は両国のどちらかから終了が申し出られない限り半永久的に有効である。
ベトナム戦争では、在日米軍の軍事基地、中でも特に沖縄の基地が重要な戦略・補給基地として用いられた。アメリカ空軍の戦略爆撃機が、まだアメリカ政府の施政下にあった沖縄の基地に配備された。1960年代、1,200個の核兵器が沖縄の嘉手納基地に貯蔵されていた。1970年には沖縄のアメリカ軍に対するコザ暴動が起こった。アメリカ軍は1972年（昭和47年）の沖縄返還までに全ての核兵器を沖縄から撤去した。
日本政府は2007年（平成19年）に接受国支援金として2173億円を支出した。これは日本においては防衛費の一部として計上され思いやり予算と呼ばれる場合もある。
アメリカ政府は駐留軍等労働者労務管理機構（LMO）を通じて、8,000人以上の基本労務契約「Master Labor Contract」（MLC）従業員、または諸機関労務協約「Indirect Hire Agreement」（IHA）従業員を沖縄で雇用している。なお、この数字には沖縄の契約従業員は含まれない。
2011年（平成23年）の東北地方太平洋沖地震（東日本大震災）の直後は、在日米軍各部隊はトモダチ作戦（Operation Tomodachi）を展開した一方、日本におけるアメリカ軍人や軍の文民従業員の家族9,720人が日本から主にアメリカへ脱出した（この理由については諸説ある）。
2013年（平成25年）時点で、約5万人の米軍人とその家族約4万人、およびアメリカ国防総省が雇用する5,500人のアメリカ文民が日本に滞在している。

## 沿革
これ以前については、「連合国軍占領下の日本#年表」参照
- 1947年（昭和22年）1月1日 - アメリカ極東軍（FEC）発足。パーシング・ハイツ（現市ヶ谷駐屯地、東京都）に司令部設置。
- 1952年（昭和27年）4月28日 - 日本国との平和条約発効、GHQ占領解除。しかし、同時締結され発効した日本国とアメリカ合衆国との間の安全保障条約に基づきアメリカ軍の駐留継続が認められる。
- 同年 7月26日 - 日米合同委員会で基地に関する合意が作成される。岡崎・ラスク交換公文の有効性確認。
- 1957年（昭和32年）6月30日 - アメリカ極東軍廃止。翌7月1日、在日米軍発足。府中空軍施設（東京都）に司令部設置。8月1日にはアメリカ国防総省が地上戦闘部隊の撤退を発表。
- 1958年（昭和33年）2月8日 - 在日米軍地上戦闘部隊の撤退完了。
- 1960年（昭和35年）1月19日 - 日本国とアメリカ合衆国との間の安全保障条約終了。代わって日本国とアメリカ合衆国との間の相互協力及び安全保障条約発効。
- 1968年（昭和43年）12月24日 - 在日米軍施設・区域調整計画が合意される。
- 1969年（昭和44年）7月1日- 在日米軍司令部が在日アメリカ軍事援助顧問団（MAAGJ、東京都新宿区市ヶ谷）の任務と機能を吸収。
- 1970年（昭和45年）12月21日 - 在日米軍整理・統合計画が合意される。
- 1972年（昭和47年）5月15日 - 沖縄返還に伴い、在日米陸軍が在琉球米陸軍（USARYIS）の任務・機能を吸収。アメリカ陸軍第9軍団（IX Corps）司令部が沖縄県からキャンプ座間に移転。日米合同委員会で五・一五メモ作成。
- 1973年（昭和48年）1月23日 - 関東平野合衆国空軍施設整理統合計画が合意される。
- 1974年（昭和49年）11月7日 - 在日米軍司令部・第5空軍司令部が横田飛行場に移転。
- 1994年（平成6年） - 第9軍団の組織を改編して第9戦域陸軍地域コマンド（後の第9戦域支援コマンド）が設置された[22]。
- 1995年（平成7年）9月22日 - アメリカ陸軍第9軍団廃止。
- 2007年（平成19年）12月19日 - アメリカ陸軍第9戦域支援コマンドが第1軍団前方司令部へと改編された。
- 2009年（平成21年）11月 - ニコニコ動画に在日米陸軍チャンネルが開設される[23]。
- 2010年（平成22年）8月4日 - 安保条約改定50周年記念として、広報漫画『わたしたちの同盟 - 永続的パートナーシップ』公開開始[24]。日米同盟の意義を説く内容。ホビージャパンが制作を担当し、著者は『魔法の海兵隊員ぴくせる☆まりたん』の綾部剛之（シナリオ・文）・ヒライユキオ（漫画）に加え、実左（漫画）、超肉（イラスト）。

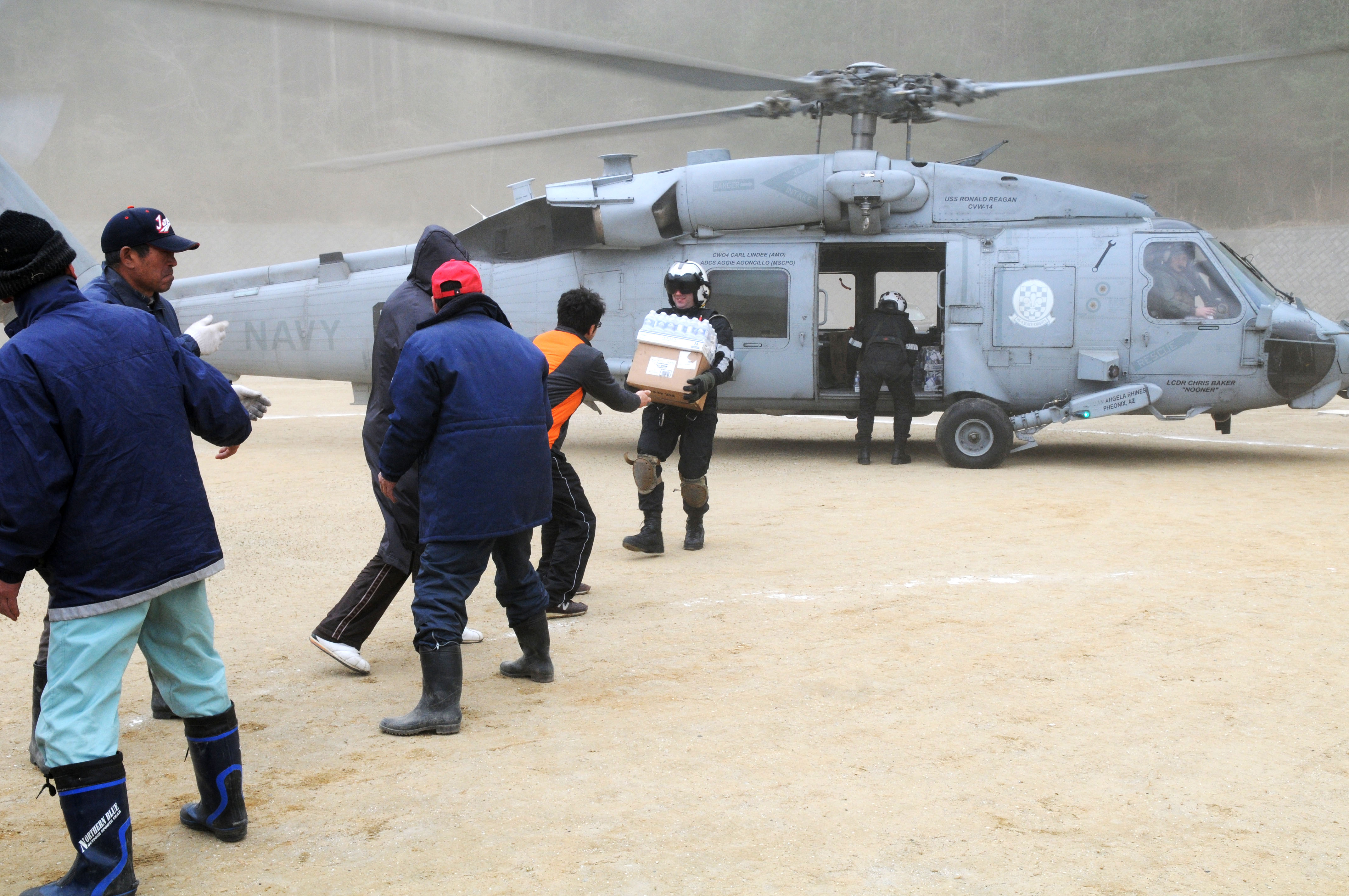
東日本大震災発生におけるトモダチ作戦。燃料などを提供するアメリカ海軍対潜ヘリコプター部隊員（2011年3月14日）

- 2011年（平成23年）3月13日 - 3月11日に発生した東日本大震災の救助・復興支援や福島第一原子力発電所事故の対応のために在日米軍各部隊はトモダチ作戦（Operation Tomodachi）を展開[注 4]。4月30日までに、ほぼ終了した。
- 2024年（令和6年）12月4日 - 在日米宇宙軍発足[25]。

## 配備部隊

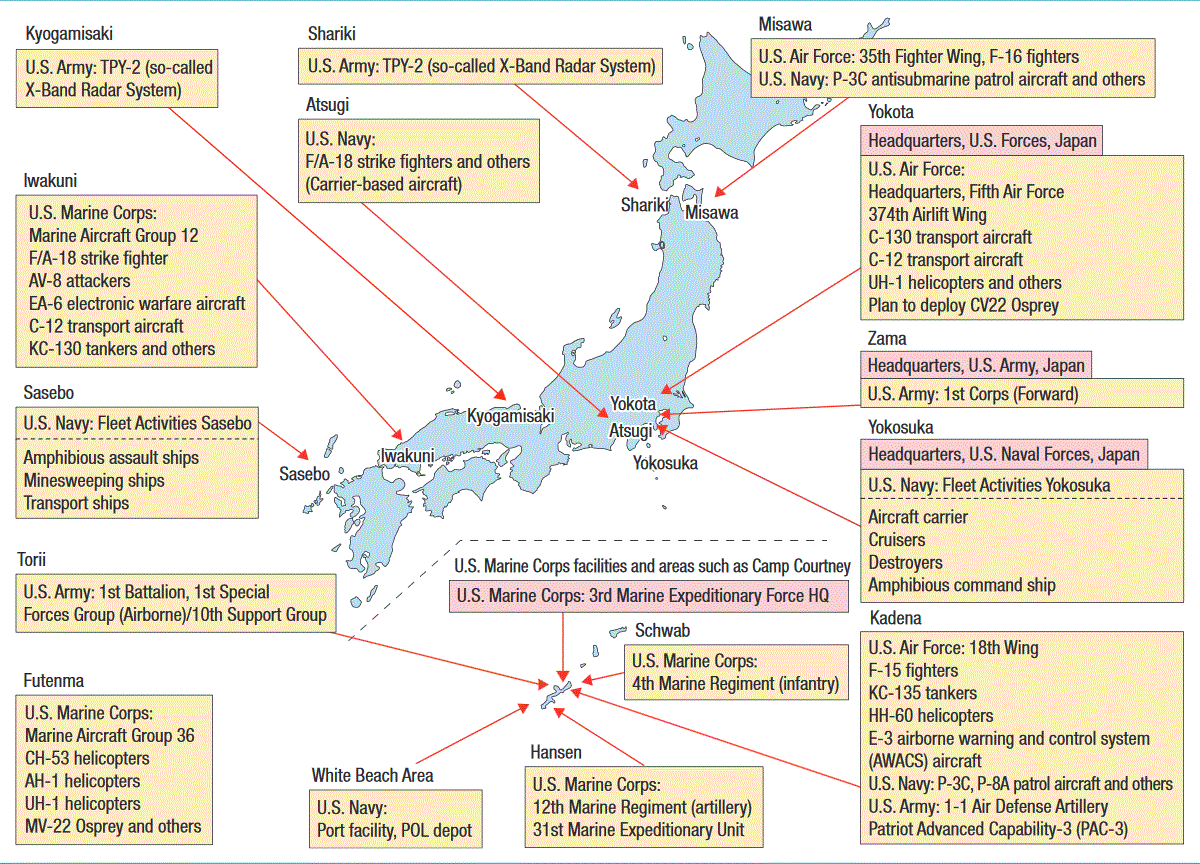
日本に駐留するアメリカの軍事施設（2016年）

2019年3月末現在、在日米軍は、横田基地（Yokota Air Base、東京都）に司令部を置き、5万6,118人のアメリカ軍人が日本に駐留している。このうち第7艦隊の東アジア太平洋地域の洋上要員は海軍と海兵隊計1万3,618人である。この人数は2009年現在、約2万5000 とも2万8500 とも言われる在韓米軍兵力を上回るものである。
これとは別に、現在5,078人のアメリカ人軍属がアメリカ国防総省により日本で雇用されている。軍人と軍属の家族は4万4,289人にのぼる。
| 軍種           | 兵員数 |
| -------------- | ------ |
| アメリカ陸軍   | 2,501  |
| アメリカ海軍   | 6,766  |
| アメリカ空軍   | 12,490 |
| アメリカ海兵隊 | 14,951 |
| 合計           | 36,708 |

- 出典：外務省発表「米軍人等の居住者の人数について」(平成20年1月31日時点)[30]

| 所在   | 軍人     | 軍属  | 家族     | 合計     |
| ------ | -------- | ----- | -------- | -------- |
| 本土   | 2万2,078 | 2,770 | 2万4,406 | 4万9,254 |
| 沖縄県 | 2万2,772 | 2,308 | 1万9,883 | 4万4,963 |
| 合計   | 4万4,850 | 5,078 | 4万4,289 | 9万4,217 |

| 都道府県 | 居住者数 | うち施設・区域外 |
| -------- | -------- | ---------------- |
| 北海道   | 5        | 5                |
| 青森県   | 8,118    | 1,717            |
| 宮城県   | 6        | 6                |
| 埼玉県   | 19       | 19               |
| 東京     | 8,201    | 1,311            |
| 神奈川   | 26,498   | 7,304            |
| 岐阜県   | 4        | 4                |
| 静岡県   | 185      | 30               |
| 愛知県   | 4        | 4                |
| 京都府   | 1        | 1                |
| 大阪府   | 2        | 2                |
| 兵庫県   | 1        | 1                |
| 広島県   | 100      | 79               |
| 山口県   | 5,379    | 1,115            |
| 長崎県   | 5,059    | 2,191            |
| 熊本県   | 1        | 1                |
| 宮崎県   | 2        | 2                |
| 本土計   | 53,585   | 13,792           |
| 沖縄県   | 52,092   | 16,435           |
| 全国計   | 105,677  | 30,227           |

### 陸軍
在日米陸軍（ざいにちべいりくぐん、英語: US Army Japan、略称：USARJ）は、キャンプ座間（神奈川県座間市・相模原市）に司令部がある。
USARJは、第9戦域支援コマンドから改編された第1軍団前方司令部、在日米陸軍基地管理本部（旧第17地域支援群）、第10地域支援群（沖縄、トリイステーション）などを主要な部隊としている。第1軍団前方司令部は2007年12月に新設されたもので、在日米陸軍司令官は第1軍団前方司令部の指揮を執るとともに、第1軍団副司令官を兼任している。平時には実戦部隊をほとんど持たないが、有事には第1軍団本隊が進出し、陸軍/統合任務部隊を構成するものと考えられている。
また、青山墓地近くに星条旗新聞の極東支社や第5空軍司令部東京管理センター、陸軍東京監理施設、軍情報機関関連施設などが置かれる在日米軍の中枢の一つ「赤坂プレスセンター」（別名ハーディバラックス、麻布米軍ヘリ基地）が所在する。

### 海軍
在日米海軍（ざいにちべいかいぐん、英語: US Naval Force Japan、略称：USNFJ）は、横須賀海軍施設（神奈川県横須賀市）に司令部がある。日本に展開するアメリカ海軍部隊の部隊管理を管轄しているが、作戦指揮権はない。
- 横須賀海軍施設（Fleet Activities Yokosuka, FAC3099、神奈川県横須賀市）：第7艦隊空母機動群の事実上の母港
- 厚木航空施設（Naval Air Facility Atsugi, FAC3083、神奈川県綾瀬市・大和市）および岩国基地（山口県岩国市）：第5空母航空団（空母艦載機本拠）
- 佐世保基地（Fleet Activities Sasebo, FAC5029、長崎県佐世保市）：第7艦隊の強襲揚陸艦群の事実上の母港

### 空軍
在日米空軍（ざいにちべいくうぐん、英語: US Air Force Japan、略称：USAFJ）は、横田基地に司令部がある。在日米空軍司令官は、第5空軍司令官とともに、在日米軍全体の司令官をも兼務している。ただし在日米空軍司令部は基本的に部隊管理のみを担当し、作戦統制は太平洋空軍のケニー司令部（ヒッカム空軍基地）が行なう。このため横田基地には、USAFJの部隊や航空自衛隊との調整のために第13空軍第1分遣隊が設置されていたが、第13空軍の閉隊にともないその機能も第5空軍が担うことになった。
- 横田基地（Yokota Air Base、東京都）：司令部。第374空輸航空団（英語版）、第730航空機動中隊（英語版）等。
- 嘉手納基地（Kadena Air Base、沖縄県）：第18航空団（英語版）（F-15C/D）等。
- 三沢基地（Misawa Airfield、青森県三沢市）：第35戦闘航空団（F-16CJ/DJ）等。

### 海兵隊
在日米海兵隊には、実戦部隊である第3海兵遠征軍（英語: 3rd Marine Expeditionary Force、略称：3MEF）と、基地部隊である在日米海兵隊基地部隊（英語: Marine Corps Bases Japan、略称：MCBJ）の二系統がある。両者は組織図上では別個の組織だが、同一の司令官によって指揮されることで指揮系統を統一している。在日米海兵隊の各司令部はいずれも沖縄県のキャンプ・バトラー内に設置されており、第3海兵遠征軍司令部はうるま市のキャンプ・コートニー、基地部隊司令部は宜野湾市を中心に周辺自治体にまたがるキャンプ・フォスターに設置されている。
また、岩国にも海兵隊岩国基地がある。
なお、第3海兵遠征軍と基地部隊の兼任司令官には通常海兵隊中将が補せられるが、この中将は沖縄に駐留する全アメリカ軍の代表者である在沖米四軍調整官（英語: Okinawa Area Coordinator、略称：OAC）も兼務することとなっている。
- 岩国飛行場（Marine Corps Air Station Iwakuni、山口県岩国市）
- キャンプ・コートニー

### 沿岸警備隊
沿岸警備隊は、空軍横田基地内に沿岸警備隊極東支部（英語: U.S. Coast Guard Activities Far East）が置かれている。過去には南鳥島、硫黄島などにロラン局や通信所が設置されていた。

### 宇宙軍
在日米宇宙軍（英語: US Space Force Japan、略称： USSPACEFOR-JPN ）は、横田基地に司令部がある。インド太平洋宇宙軍隷下で、10人規模で発足した。

## 施設

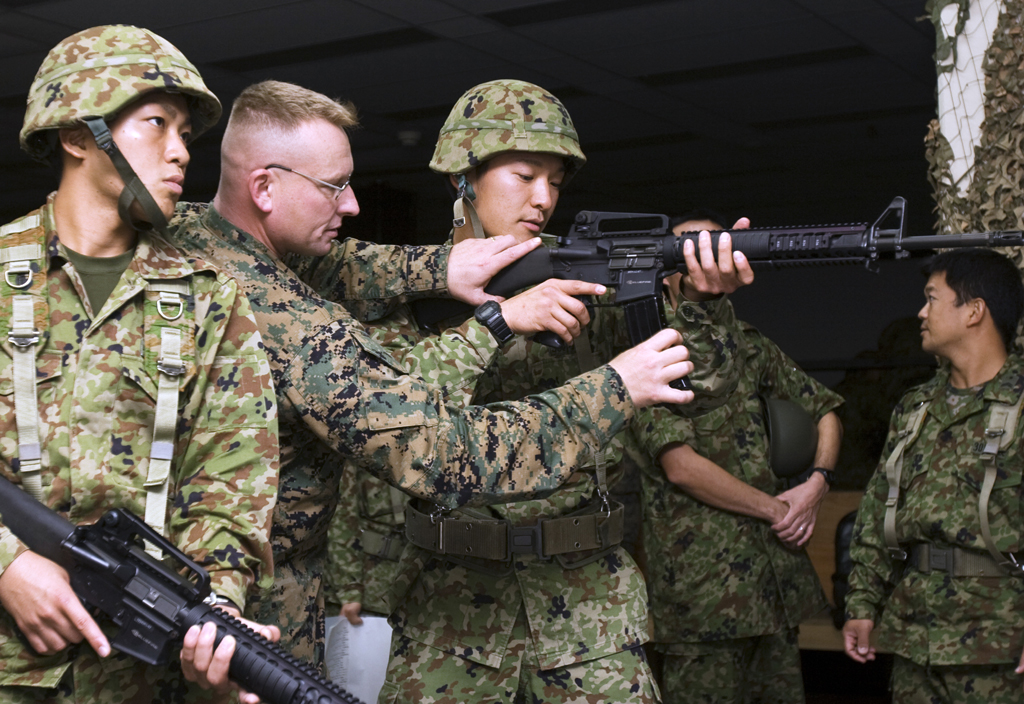
牧港補給地区で陸上自衛隊の隊員と（2009年5月1日）

2020年3月31日現在、日米地位協定第2条第1項(a)に基づき、米国が管理する『在日米軍施設・区域（専用施設）』（以下、『専用施設』と略す）78施設263.176km2が13都道府県に置かれている。これに、日米地位協定第2条第4項(b)による、日本が管理し、米軍が使用する・または有事の場合に一時利用可能な施設・区域を加えた『在日米軍施設・区域（共同使用施設を含む）』（以下、『米軍施設』と略す）を加えると、合計131施設で、総面積は980.402km2となる。
『米軍施設』の総面積の35%は北海道、19%は沖縄県に所在している。『専用施設』に限った場合は、70%が沖縄県に所在している。特に『専用施設』が集中している沖縄県は、『専用施設』が県面積の8%を占めており、負担の軽減が課題となっている。
米軍基地には米兵以外にも多数の基地従業員が働いており駐留軍等労働者と呼ぶ。また、基地施設以外にも、広大な管制空域、訓練空域、訓練水域が米軍に提供されており（公海、公空を含む）、日本国およびその国民の利用には制約が課せられている場合がある。
| 所在     | 『専用施設』 | 『専用施設』                    | 『専用施設』                      | 共同使用施設を含む『米軍施設』 | 共同使用施設を含む『米軍施設』  | 共同使用施設を含む『米軍施設』    |
| 所在     | 面積(km2)    | 全国の『専用施設』 に占める割合 | 都道府県面積（国土） に対する割合 | 面積(km2)                      | 全国の『米軍施設』 に占める割合 | 都道府県面積（国土） に対する割合 |
| -------- | ------------ | ------------------------------- | --------------------------------- | ------------------------------ | ------------------------------- | --------------------------------- |
| 沖縄     | 184.944      | 70.27%                          | 8.11%                             | 187.082                        | 19.09%                          | 8.23%                             |
| 沖縄以外 | 78.231       | 29.73%                          | 0.02%                             | 793.320                        | 80.90%                          | 0.21%                             |
| 全国     | 263.176      | 100%                            | 0.07%                             | 980.402                        | 100%                            | 0.21%                             |

### 米軍施設の法的地位
俗に「米軍基地はアメリカ領」といわれることがあるが、日米安保条約・地位協定により使用権が認められているものであって、れっきとした日本領である。割譲地でも租借地でもないので、施設内に入ったからといってアメリカ合衆国に入国したことにはならない。しかし、日米地位協定の第三条では、合衆国はいわゆる基地で「それらの設定、運営、警護及び管理のため必要なすべての措置を執ることができる」としており、第十六条で日本国の法令を「尊重」するとしているものの、日本政府の見解や実際の運用では、米軍の運用に日本の法令は「一般に」適用されず、（地位協定の合意のもとではあるが）日本の主権が及ばない状況にある。

## 問題
横田基地、厚木基地、嘉手納基地などをはじめとして、多くの基地が住宅地域の付近にあるため、付近住民らは航空機の騒音や、地域住民に対する様々な犯罪に対する不満を表明している。また、軍需品横流しや基地内売店の商品の転売も問題となっている。

### 事件・事故
在日米軍が起こす事件・事故の数は、防衛施設庁が提出した資料によると、1952年から2007年までに公務内外で在日米兵が起こした事件事故件数は20万件、日本人が巻き込まれて死亡した人数は1,076人である。2010年に公開された外務省文書によれば、復帰前も1965年の時点で年間1000件に上っていた。また、1985年から2004年までに在日米軍の起こした事件・事故で軍法会議にかけられた者は1名で、懲戒処分者は318人である。これについて日本共産党の赤嶺政賢衆院議員は「多数の事件・事故が起きているのに（二十年間で）軍事裁判はたったの一件。米軍の犯罪は野放しにされている」と述べた。
- 1951年、浅草の国際劇場向かい側にあった在日朝鮮人経営の旅館で、オーナーと口論の末、投石などを受けて米兵数名が死傷する事件が発生した。事件に先立って、3月2日には密入国者を中心とした朝鮮人408名が、建国して間もない大韓民国に強制送還されており、これを不服とした在日朝鮮人の間には、アメリカやイギリスを中心とした連合国の占領軍に強い不満があった（浅草米兵暴行事件）[48]。
- 1954年から1964年にかけて、在日米軍軍政下の沖縄では米軍による沖縄住民のボリビアへの強制移住が行われた。沖縄住民の約3,218名がこの期間に在日米軍沖縄軍政府によりボリビアへ強制移住させられ、今日までに生存できた被強制移住者達は、その子孫を含めても806名に過ぎないことが判明している[49]（沖縄住民ボリビア強制移住）。
- 1955年、嘉手納村の通信基地付近の原野で、何度も強姦された形跡のある当時6歳の幼女の惨殺遺体が発見された。幼女は石川市（現うるま市）の6歳の幼稚園児であることが判明。遺体は下腹部から肛門にかけて刃物で切り裂かれていた。この事件は在日米軍兵による沖縄軍事支配下での通称「由美子ちゃん事件」として知られている[50]。
- 1957年、8月3日、茨城県の当時同県にあった在日米軍水戸補助飛行場から離陸した米軍機が離陸後、超低空飛行を行い、滑走路から500m離れた道路を自転車で走行していた親子に後方の車輪が接触、母親（当時65歳）は首と胴体をまっぷたつに切断されて即死した。息子（当時24歳）も重傷を負った。在日米軍は、当初遺族に対し異常気象の熱気流による偶発的な事故と釈明したが、7日地元の市議会は操縦者の中尉（当時27歳）によるいたずらによるものと判定した[51]（米軍機母子殺傷事件）。さらに同年、群馬県相馬が原演習場で、一緒にいた日本人農夫の証言に依ると金属類を拾いに来ていた地元住民農婦の坂井なか（当時46歳）を、ある在日米軍兵士が故意に空の薬莢をばらまいておいて、片言の日本語で「ママ、だいじょうぶ。ブラス（薬莢）たく。」などと手招きし近くに呼び寄せた上で、約10mの距離に近づいた時に「Get out of here!（ここから出てけ！）」と叫んで射殺した[52]。殺人事件ではなく傷害致死事件で処理する密約が日米間で合意されていたことがのちに判明する（ジラード事件）。
- 1958年9月7日午後2時頃、埼玉県入間市にあった在日米軍ジョンソン基地所属の兵士（当時19歳）が走行中の西武池袋線の下り電車に向けてカービン銃を発砲し、基地内へバンド演奏に行く途中だった乗客、武蔵野音楽大学生（当時21歳）が射殺された（ロングプリー事件）[53]。
- 1959年6月19日、沖縄の米軍那覇サイト（現在の那覇空港）でMIM-14ナイキ・ハーキュリーズミサイルが誤射事故を起こし、沖合に着水。死者1名、負傷者6名。当時はミサイル誤射のみが発表されたが、2017年になって、NHKスペシャル「沖縄と核」でこのミサイルが核弾頭を搭載した核ミサイルだった事が報道され、「もし核爆発が起きていたら那覇は吹き飛んでいた」という当時の整備兵の証言も伝えられた[54]。
- 同年12月4日、新潟日赤センター爆破未遂事件摘発。日本から朝鮮民主主義人民共和国（北朝鮮）に向けた在日朝鮮人の帰還事業を阻止するため、大韓民国（韓国）[注 9]の工作員が在日米軍基地を利用して日本に侵入したとされる。
- 1970年1月15日、神奈川県相模原市に居住する女性が絞殺され、農業用水路に投げ込まれた。同月20日、相模原警察署はキャンプ座間憲兵隊の協力で陸軍三等軍曹の逮捕状を請求。身柄を憲兵隊に預けた[55]。
- 1970年1月19日、沖縄市那覇市内で自宅にいた女性が銃撃を受けて負傷する事件が発生。同月20日、付近の米軍住宅地域内で無許可でライフルの練習をしていた少年3人が逮捕された[56]。
- 1970年12月20日午前1時半ごろ、沖縄市で、具志川市（現うるま市）に住む男性が京都ホテル前の24号線（現国道330号）を横断中、米人車にはねられ軽傷を負った。ちょうど糸満町（現糸満市）での女性れき殺後間もなかったことから、米憲兵とコザ署による事故調査を見ようと、中の町歓楽街の飲み客ら大勢の人が集まった。「女性の二の舞になるな」など罵声（ばせい）が飛ぶ中、米憲兵が威嚇発砲した。これにより住民の米軍への不満が一気に爆発。1000人に膨れ上がっていた群集は、米憲兵車や米人乗用車をひっくり返しガソリンをかけて放火した。その後も、沿道に駐車中の米軍ナンバーなどの米人車を次々に焼き打ちした[57]（コザ暴動）。
- 1977年9月27日、海兵隊の偵察機（RF-4BファントムII）が厚木基地からの離陸直後にエンジン火災を発生。乗員2名は脱出して無事だったが、機体は横浜市緑区（現青葉区）の住宅地に墜落し、日本人の住民3名が死亡、6名が負傷（横浜米軍機墜落事件）。
- 1995年9月4日に、在日米軍海兵隊員2名と在日米軍海軍軍人1名の計3名が12歳の女子小学生を拉致し暴行した上、集団強姦（輪姦）した。実行犯である3人が日米地位協定の取り決めによって引き渡されなかったことが問題になった（沖縄米兵少女暴行事件参照）[58]。
- 1996年1月、沖縄北谷町の国道で泥酔した普天間基地所属在日米軍海兵隊員が運転する車が交通事故を引き起こし、日本人母子3人が死亡した。また、2月には北中城村で、5月には石川市で米兵絡みの同様の交通死亡事故が相次いで起きている[59]（在日米軍兵飲酒運転過失致死事件）。
- 1998年、飲酒運転した海兵隊員が18歳の女子高生が運転するバイクに衝突し、ひき逃げして死亡させた[60]（米兵女子高生ひき逃げ過失致死事件）。
- 2002年11月2日、海兵隊少佐が駐車した車両内でフィリピン人女性に暴行を加え、強姦しようとしたが抵抗されたため未遂に終わり、さらに女性の携帯電話を強奪し投げ捨て損壊した強制わいせつ、器物損壊事件、強姦未遂事件が発生した（沖縄米兵強制わいせつ未遂事件）[61]。
- 2002年4月横須賀で、空母「キティホーク」乗組員の在日米軍兵が在日オーストラリア人女性を強姦した。加害者は逮捕される前になぜか“名誉除隊”で帰国し逃走した。依然刑事処分を受けていない。また逆に被害者が、日本の神奈川県警察による事情聴取の段階で6人の警察官たちからセカンドレイプを受け、事件から8年間は人とご飯を食べられないなどのPTSD（心的外傷後ストレス障害）に苦しんできた[62]。
- 2004年8月13日午後2時15分頃、在日米軍普天間基地所属の大型輸送ヘリコプターCH-53Dが訓練中にコントロールを失い、沖縄国際大学1号館北側に接触、墜落、炎上した。搭乗していた乗員3名は負傷したが、1号館内にいた大学職員20数名、他民間人に負傷者は出なかった。この墜落事故により同大学は電話・インターネット回線等を切断され、また接触した1号館はローターによる損傷と炎・ススによる被害を受け、またその周辺の木々も焼かれてしまった[63](沖国大米軍ヘリ墜落事件）。
- 2006年1月3日午前6時半頃、神奈川県横須賀市で、空母「キティホーク」1等航空兵で非番だった兵士（犯行時21歳）が、通勤途上で路上を歩いていた女性パート（当時56歳）に道を尋ねるふりして近づき、バッグを奪おうとしたところ抵抗されたので女性の顔面を殴打、近くの雑居ビルに引きずり込みさらに約10分間にわたり女性を殴る蹴るして内臓破裂で失血死させ、現金約1万5000円を奪った強盗殺人事件が発生。防犯ビデオ映像を基に神奈川県警察が在日米軍に照会し、米軍が調査した結果、容疑者の身柄を拘束、日本側への起訴前の身柄引き渡しに同意した[64]。
- 2008年2月、キャンプ・コートニー所属の38歳の海兵隊員二等軍曹（当時38歳）は、10日日曜日の夜に自分の車の中で14歳の沖縄の少女を駐車車両内で強姦した容疑で逮捕された[65]（米海兵隊員14歳沖縄少女強姦事件）。
- 2013年8月5日に、キャンプ・ハンセン内の山林に空軍救難ヘリが墜落、乗員4人全員死傷。日本の消防に救急車が要請されながら現地では敷地内への入場を拒まれた。この墜落事件を受けて翌月3日、沖縄県の又吉進知事公室長は、ワシントンD.C.のアメリカ合衆国国務省で同省や国防総省当局者と米軍普天間飛行場移設問題をめぐり会談し、先の米空軍ヘリの墜落事故などを受け「沖縄の米軍基地に対する考え方はむしろ厳しくなっている」と楽観論を戒めている[66]。
- 2016年5月19日、同年4月28日頃にうるま市の当時20歳女性を殺害・遺棄した疑いで当時32歳の元海兵隊員米軍属男性を逮捕[67]（うるま市女性殺害事件）。
- 2021年5月29日、ミサイル駆逐艦ベンフォールド乗組員の大尉(リッジ・アルコニス)が、富士宮市内で道路の対向車線を越えて道路脇のそば屋駐車場に侵入、居合わせた日本人2人が死亡、1人が軽傷を負った。2022年に東京高裁で禁錮3年の実刑判決を受け、服役中にアメリカに移送され、無条件釈放となった[68]。釈放運動に協力し、米国政府中枢に働きかけていた[69]上院議員マイク・リーは、2023年1月13日にXで日本に対し、米国と大尉家族に対する謝罪要求をしている[70][71]。

機密解除された米国の公文書によると、2008年5月17日までに、日本は在日米軍関係者の犯罪について、1953年に「重要な案件以外、日本側は裁判権を放棄する」密約に合意し、その後5年間に起きた約13000件の事件のうち、実際に裁判を行ったのは約400件で、97%の裁判権を放棄していたことが判明した（在日米軍裁判権放棄密約事件）。また、1958年、日米安全保障条約改定にあたり、米側は岸信介首相に、密約が結ばれている裁判権放棄を公的に表明するよう要求したが、国民からの批判を恐れ、岸は認めなかった。

### 東京都の基地
在日米軍赤坂プレスセンターにはヘリポート「麻布ヘリ基地」があり、頻繁に発着陸する危険および騒音に対して、近隣住民からは返還運動も出ている。六本木トンネルの工事中、ヘリポートが縮小を余儀なくされると、1983年から都立青山公園の南側の敷地4,300m²を東京都が代替地として貸与したが、1993年トンネルが完成した後も、公園の敷地は返却されなかった。2007年1月12日代替地4,700m²の返還と緊急時や災害時のヘリポート利用を条件に同地の返還を断念することを東京都と米軍は合意した。返還される代替地は青山公園の一部として追加整備されるが、結果的にアメリカ軍は使い道の乏しい遊休地を手放す代わりに、青山公園の南側を潰してヘリポートを大幅に拡張することになった。

### 沖縄県の基地
沖縄県の在日米軍基地については、沖縄県の面積が日本の国土面積に対し占める割合は1％以下と小さいのにもかかわらず、在日米軍専用施設面積の74％（なお、この場合の『米軍専用施設』の定義については、#施設を参照）が、沖縄県に集中している事で、本土と比べて不公平だとする意見や、在日米軍基地の必要性についても疑問視する意見が、沖縄県には多数ある。また、在日米軍基地近隣の騒音問題がある。
2010年5月に、毎日新聞と琉球新報が、沖縄県民を対象に行ったアンケートによると、海兵隊の駐留については、「必要ない」が71％で、「必要だ」は15％になった。在日米軍専用施設の約74％が沖縄に集中していることに関しては、「整理縮小すべきだ」が50％、「撤去すべきだ」が41％だった。日本駐留を定めた日米安保条約については「平和友好条約に改めるべきだ」が55％、「破棄すべきだ」14％、「維持すべきだ」は7％だった。なお2012年にNHK放送文化研究所の河野啓が行った調査では「沖縄への基地集中はおかしい」と考える県民は全体の78%または86%にものぼった。米軍基地を撤廃すべきか、本土並みにすべきか、現状のままとすべきか、もっと増やすべきかとのアンケートにおいては、基地の撤廃を望む県民は県民全体では2番目に多い意見で、70歳以上では29%、30代では23%となっているが、20代では10%にすぎなかった。これは全国と同レベルの数字である。「本土並みに」と言う意見が一番多くおおよそ50-60%であるが、「現状のままでよい」は40代から70代までは15%前後だが、30代では23%、20代では33%となっている。「必要」「やむをえない」とも、全国の方が多く、「必要＋やむをえない」が71％と沖縄の56％を上回まわっていた。
また、普天間飛行場の返還に伴う代替施設として、日本政府は沖縄本島北東部の名護市辺野古にある海兵隊基地キャンプ・シュワブの沖合を埋め立てる新飛行場計画を1997年から進めている。これに対する沖縄県内の意見は賛否に大きく分かれ、地域経済の振興などを重視する受入容認派は2014年に続いて2018年名護市長選挙でも勝利したが、基地負担の軽減などを求める反対派は2014年沖縄県知事選挙や2018年沖縄県知事選挙で勝利し、地域行政の展開や国との関係にも深く関わる政治問題となって長期化している。

## 車両

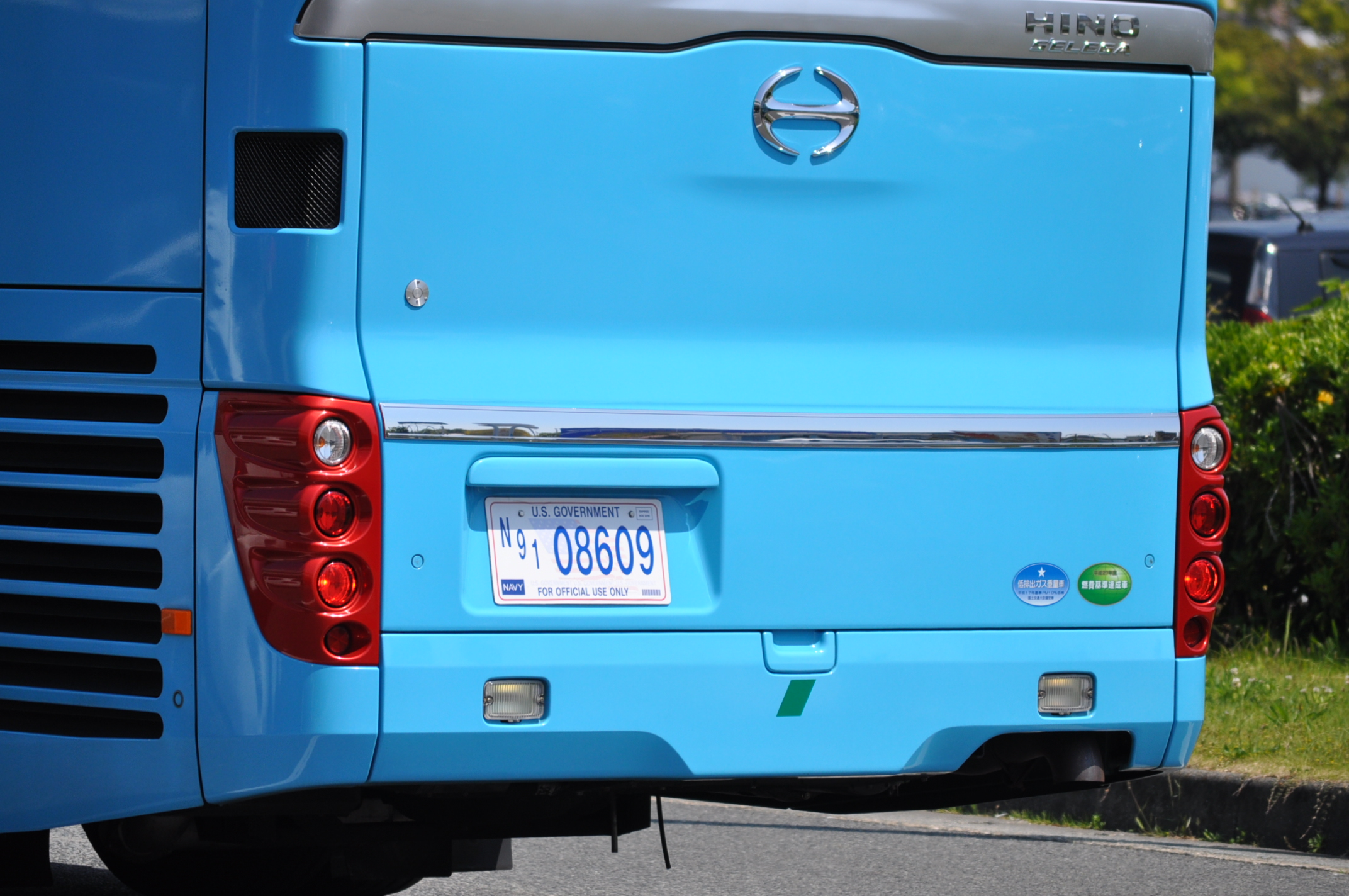
空港と基地間を連絡する米軍用のバスに装着されているナンバープレート。福岡空港にて。（クリックで拡大）

米軍関係車両専用のナンバープレートは、ひらがなの位置にY（日本国内で調達された私有車両）、E（非課税車両）、A（オートバイ・軽自動車）などのアルファベットが書いてあるのが特徴で、「Yナンバー」と呼ばれている。米軍関係車両の登録台数は60000台弱程度で、そのうちの約27000台が沖縄ナンバーである。その他、八戸ナンバーは空軍三沢基地関係、多摩・八王子ナンバーは空軍横田基地関係、横浜ナンバーは海軍横須賀基地等の関係、相模ナンバーは海軍厚木基地、陸軍キャンプ座間等の関係、山口ナンバーは海兵隊岩国基地関係と推測できる。絶対的な登録台数は少ないが、静岡県御殿場市に駐留する海兵隊キャンプ富士の要員が登録している私有車両は、沼津ナンバーである。平成17年9月より駐留軍要員（米軍人・軍属）にも、基地の外に居住して私有車の登録を希望する際は、車庫証明の取得が義務付けられた。これによって今では湘南・品川・川崎のYナンバーがある。車検証上の所有者の住所欄には、所有者が所属する基地の所在地を記載し、使用の本拠の位置には、実際に住んでいる（駐車している）基地外の日本の住所を記載している。
また、自動車税が国民の2割に免除されていたり、ガソリン代に含まれる税が免除（計算の関係で基地内のガソリンスタンド内のみ適用）されるなど不公平な点も多いとされているが、自動車税に関してはYナンバーの車が基地の外と、基地の中の道路を走る割合を元に課税されているために、異なる税額との解釈もある。
公務中の米軍車両は、高速道路や有料道路の通行料が免除される（フリーパスではなく、料金所では公務通行であることを証明する書類を提出し、後で日本政府が料金を負担する）。米軍人ならびに軍属やその家族が日本国内を遠方に旅行する場合、ヨコタツアーズなどの基地福利厚生部門が通行料金免除となる（toll included。“exempt”ではない）という触れ込みで公用車扱い（日本陸運登録なし）のレンタカーを貸し出すことが容認されていたが、現在この記述は全軍のホームページからは消えている。空港・基地間連絡バスを運用している。
米軍関係車両が交通事故を起こした場合、日本の警察だけではなく在日米軍の憲兵隊も検分に現れる。この事故が公務中であったことが米軍によって“証明”された場合、加害者軍人の身柄は米軍に移るため、それに対する日本の警察権・司法権・裁判権行使は日米地位協定第十七条に基づいて行われる（治外法権）。
軍公用車両のナンバープレート表示については上記の限りではなく、日本の書式と全く異なる米国フォーマットのもの、及びむき出しのプレートに黒にペイントされた簡易プレートを装着している（大まかな書式については日本のナンバープレート#駐留米軍車両を参照）。これらの車両は日本の道路運送車両法、道路交通法の適用外であるため、米国仕様のブレーキ、テールランプとウインカーが兼用（赤色もしくは白色点滅）のものも走行している。